# Carcinologie (zoologie)
Cet article concerne la discipline zoologique. Pour la discipline médicale, voir Oncologie.
La carcinologie est l'étude des Crustacés. Autrefois le terme de « crustacéologie » était aussi utilisé.

## Descriptif
Environ 57 000 espèces d’espèces décrites et existantes actuellement de crustacés constituent l’objet d’étude de la carcinologie. C’est une grande part de la biodiversité marine (bien qu’il existe aussi des espèces terrestres) et aussi une part importante de la biomasse, car des espèces pélagiques comme le « krill » servent de nourriture aux cétacés mysticètes et à des poissons comme les sardines ou les requins-baleines. Par exemple le krill antarctique représente probablement la plus forte biomasse animale de la planète (500 millions de tonnes, valeur approchée, plus importante que la biomasse humaine et supérieure à celle des vertébrés marins). Les formes crustacéennes sont aussi diverses que celle d’une balane, d’un copépode, d’un cloporte ou d’un homard et leurs tailles varient de l’échelle millimétrique des petites formes planctoniques comme les copépodes à celles du plus grand arthropode marin vivant, le crabe-araignée géant du Japon (presque 4 m d’envergure).
Les carcinologues s’intéressent aussi bien aux espèces aquatiques (marines ou dulçaquicoles), qu’a celles partiellement terrestres (comme le crabe des cocotiers, un pagure de presque 1 m d’envergure) ou totalement terrestres (comme les cloportes, des isopodes). Ils étudient aussi les nombreuses espèces parasites (comme les poux des poissons ou les sacculines, parasitant d'autres crustacés à l'intérieur de leur carapace).

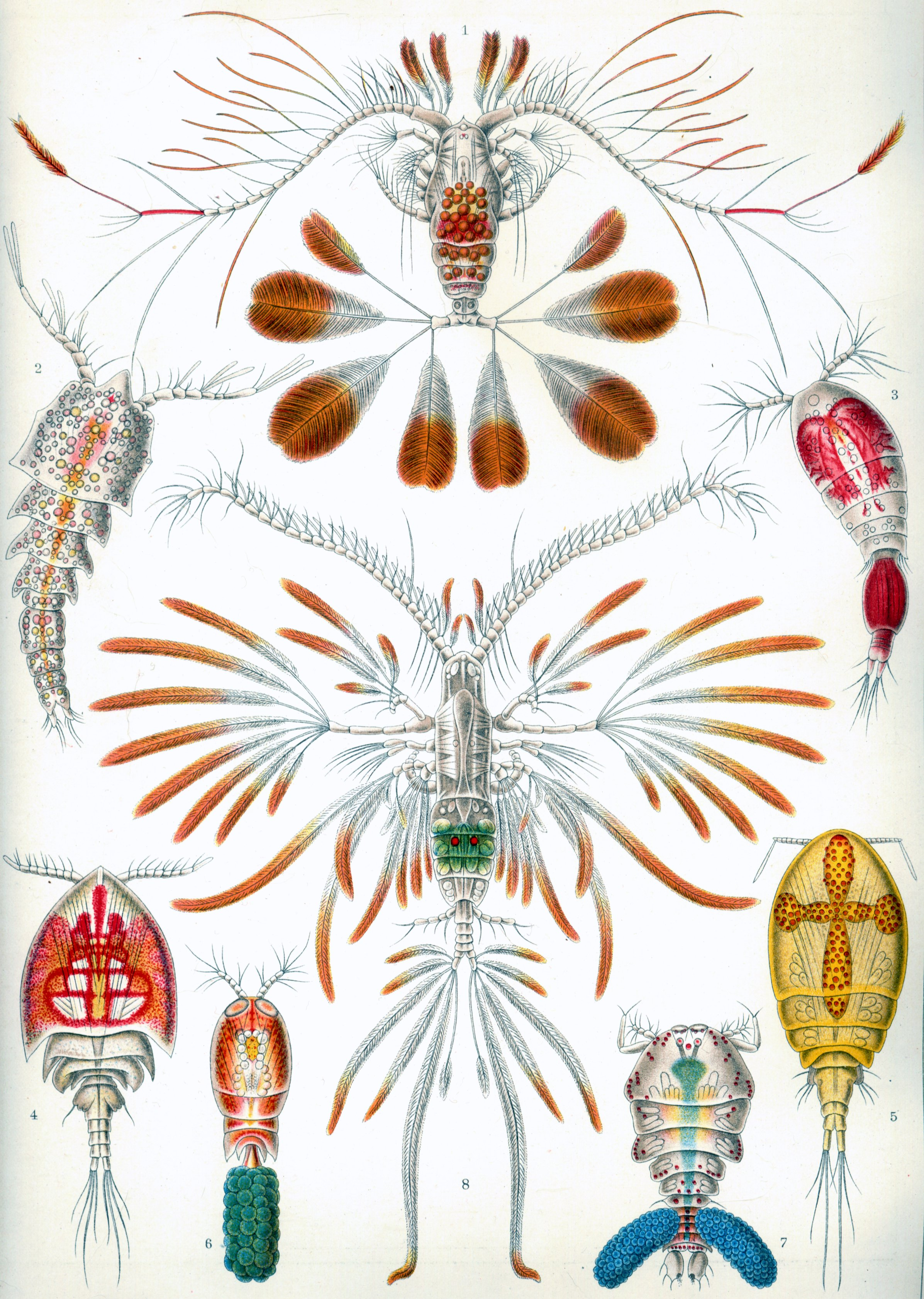
Quelques copépodes, par Ernst Haeckel (Kunstformen der Natur, 1904).

Les carcinologues ont découvert que le groupe des Crustacea, sous-embranchement des Arthropodes, est paraphylétique car, contrairement aux Pancrustacés, il exclut les hexapodes. Les crustacés sont des animaux dont le corps est revêtu d’un exosquelette chitinoprotéique souvent imprégné de carbonate de calcium. L’exocuticule est plus ou moins rigide, sauf en certaines zones qui demeurent souples et permettent l’articulation des différentes parties du corps ainsi que des appendices et autorisent les mouvements. Ce squelette externe peu extensible rend nécessaire le recours à des mues pour réaliser la croissance linéaire. 

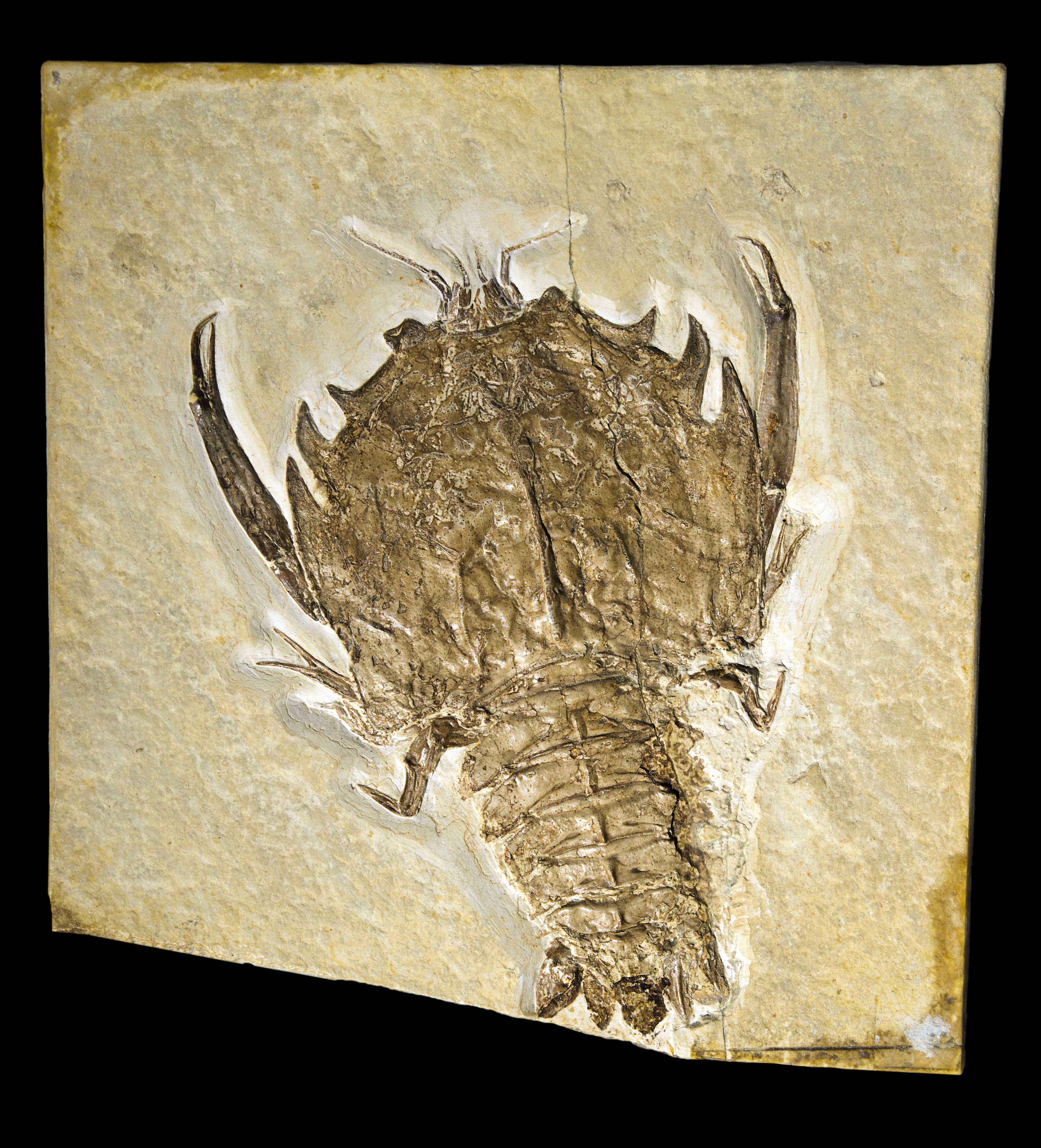
Un crustacé du Jurassique, Eryon cuvieri (calcaire de Solnhofen).

Un autre objet d’étude de la carcinologie est l’interaction entre crustacés et humains, soit directement en tant que produits de consommation alimentaire humaine, soit indirectement en tant que nourriture pour les espèces que les humains élèvent, non seulement en aquaculture, mais aussi en agriculture (en tant que granulats).
Apparus il y a plus de 500 millions d’années, les crustacés comprennent de nombreuses formes fossiles, que paléontologues et carcinologues étudient ensemble.